# Télévision numérique terrestre au Canada
Pour les articles homonymes, voir TNT.
La télévision numérique terrestre au Canada est émise dans le standard ATSC américain. Du fait que le Canada et les États-Unis utilisent les mêmes standards et fréquences pour leurs canaux, les personnes habitants près des frontières canadiennes et américaines peuvent regarder les signaux des deux pays, si disponibles. L'ATSC est aussi le standard utilisé au Mexique et en Corée du Sud.
La réglementation sur la télédiffusion par ondes au Canada est principalement régulée par Industrie Canada et Conseil de la radiodiffusion et des télécommunications canadiennes (CRTC). Industrie Canada régule l'allocation de spectres d'ondes et le CRTC, lui, régule les licences de télédiffusion.
Le CRTC a imposé à 28 marchés une date échéance obligatoire avant la transition au numérique, le 31 août 2011.

## Histoire
La transition à la télévision numérique terrestre au Canada et aux États-Unis aura comme conséquence de libérer le spectre hertzien des canaux UHF 52 à 69 (699 à 806 MHz) qui seront ré-alloués pour d'autres utilités comme la téléphonie mobile et les services d'urgence. Le gouvernement américain a déjà mis ces fréquences aux enchères et le Canada est sur le point de le faire. Le gouvernement américain a utilisé les profits de la vente du spectre afin de financer une campagne d'information sur la transition en cours, fournir un soutien financier aux diffuseurs pour le matériel, ainsi que de fournir des coupons-rabais à la population afin de se procurer un convertisseur de signaux numériques à analogiques. De son côté, le gouvernement canadien n'a offert aucun soutien financier ni aux diffuseurs ni à la population pour la transition. Leur seule contribution a été sous forme d'un site internet d'information ainsi que des messages d'intérêt public dans les journaux, à la radio et à la télévision dans les mois précédent la date limite de la transition.
La firme d'ingénieurs Spectrum Expert Inc. a estimé le coût total pour les diffuseurs canadiens combiné entre 378 et 425 millions de dollars afin de convertir tous les 738 émetteurs à pleine puissance au numérique sur leurs fréquences assignées, et le montant est beaucoup plus important si l'on compte les 1238 émetteurs de faible puissance. Les coûts les plus importants sont les ré-émetteurs sur la bande VHF situés loin de la station qui font la transition sur la bande UHF. Par exemple, les coûts pour les stations CJOH-TV-6 et CJOH-TV-8 sont estimés à 4 millions de dollars chacun. CTV a alors menacé de fermer une longue liste de ré-émetteurs pour le 31 août 2009, mais ils sont toujours opérationnels en 2012.
Plusieurs diffuseurs, incluant la Société Radio-Canada, se sont plaints que la stratégie canadienne de conversion au numérique n'a aucun avantage financier considérant les coûts s'élevant à plusieurs centaines de milliers de dollars pour chaque émetteur, qui peuvent atteindre un million dans des cas plus extrêmes, quoiqu'il soit possible d'économiser en énergie puisque la puissance d'un émetteur numérique est beaucoup moins élevée qu'un émetteur analogique pour couvrir le même territoire. Durant les audiences du CRTC en 2007 afin de trouver une stratégie, les diffuseurs ont proposé entre autres de financer la conversion en éliminant les restrictions sur le temps alloué aux publicités, permettre aux stations conventionnelles de percevoir des redevances d'abonnement (similaire aux chaînes spécialisées), lancer un système de redevance audiovisuelle tel qu'il existe déjà en France et au Royaume-Uni, ou encore d'éliminer complètement la télévision terrestre et diffuser exclusivement par câble, satellite ou IPTV.
Le CRTC a ultimement décidé de libérer les restrictions sur la publicité. Par contre, le CRTC a indiqué en juin 2008 que seulement 22 émetteurs numériques étaient actuellement en fonction au Canada et était inquiète que les diffuseurs ne seront pas prêts à temps. La crise financière américaine et la récession économique de 2008 a eu un impact sur la vente de publicité, la source principale de revenus de la plupart des stations. Les revenus inadéquats combinés avec leur dette résultant de l'acquisition d'autres compagnies de médias a eu comme résultat pour Canwest, propriétaire du réseau Global, de déclarer faillite pour être conséquemment acheté par Shaw Communications. Quelques stations Global et CTV dans des petits marchés ont été fermés ou vendus. À la recherche de nouveaux revenus, CTV a initié une campagne agressive d'information (Save Local TV), épaulé par la majorité des autres diffuseurs, afin de relancer le débat de percevoir des redevances d'abonnement des fournisseurs par câble et satellite.
La Société Radio-Canada a déclaré le 6 août 2010 que ses stations émettant déjà en numérique ainsi que les stations en Alberta, ville de Québec et Moncton seront prêtes pour la transition du 31 août 2011, alors que les autres stations seront converties pour août 2012. En décembre 2010, la Société indique qu'elle convertira tous les 27 émetteurs principaux de leurs 27 stations régionales, en français et en anglais pour le 31 août 2011, et n'a pas l'intention de convertir aucun ré-émetteur de pleine puissance, malgré leur présence dans des marchés à conversion obligatoire (tels que Kitchener, London et Saskatoon). À la suite des restrictions budgétaires par le gouvernement canadien imposées à la Société en mars 2012, elle a dévoilé au début avril son plan afin de réduire ses dépenses et a décidé de mettre fin à la totalité de 620 ré-émetteurs analogiques toujours en fonction, pour le 31 juillet 2012.
Dans la majorité des cas, les stations ont fait la transition au numérique en utilisant le même canal, antenne et autres équipements compatibles. Afin d'économiser des coûts, à l'exception des stations dans les grands marchés, certaines stations ont décidé de fermer définitivement l'émetteur analogique et de commencer immédiatement la diffusion en numérique (flash-cut) sans période transitoire au cours du mois d'août 2011 ou le 31 août, permettant ainsi d'économiser sur les coûts d'infrastructure et d'opérations. Par contre, le CRTC a exprimé son inquiétude que "si tous les radiodiffuseurs attendent au dernier instant pour procéder à la transition, il pourrait y avoir une pénurie d'ingénieurs professionnels et de techniciens compétents pouvant se charger de l'élaboration de nouveaux plans et de l'installation de nouveaux systèmes et de nouvelles structures". Shaw Media a converti ses stations Global au cours de juillet et août, Remstar a converti ses stations du réseau V au cours du mois d'août, et TVOntario a converti ses principales stations 2 semaines avant la date.
Contrairement aux États-Unis, il n'existe aucune loi au Canada concernant l'étiquetage des nouvelles télévisions vendues en magasin qui doivent obligatoirement être équipées d'un récepteur numérique. Un estimé en 2010 révèle qu'environ 900 000 canadiens qui reçoivent les signaux de télévision par antenne perdront la réception à la suite de la transition et ne sont pas équipés d'un récepteur numérique. Bien qu'un récepteur ATSC connecté à une antenne sera en mesure de recevoir des signaux terrestres en haute définition, la loi canadienne n'exige pas les câblodistributeurs à distribuer les signaux HDTV en mode non-chiffré sur leurs systèmes.

## Déploiement
CITY-TV Toronto a été la première station à diffuser en numérique terrestre en janvier 2003, puis à temps plein en mars 2003. La première émission diffusée en haute définition a été la Classique Héritage de la LNH 2003 disputés à l'extérieur le 22 novembre 2003 à Edmonton entre les Oilers d'Edmonton et les Canadiens de Montréal, distribué par câble et satellite. La Société Radio-Canada a ensuite lancé CBMT-DT (CBC Montréal) le 21 février 2005, CBLT-DT (CBC Toronto) le 5 mars 2005, et CBFT-DT (SRC Montréal) le 22 mars 2005. CFTO-DT (CTV Toronto) et CIVT-DT (CTV Vancouver) ont ensuite suivi à l'été 2005, puis CKXT-DT Toronto, qui a été la première à diffuser uniquement en numérique à Ottawa et London en 2008, qui ne sont que des ré-émetteurs. Les premières stations à avoir complété la transition au numérique terrestre ont été CFKM-DT (V Trois-Rivières) au début juillet 2011, suivi de CISA-DT (Global Lethbridge) à la fin juillet 2011.
Après le 1er septembre 2011, certains émetteurs dans les marchés à conversion obligatoire n'ont pas été convertis au numérique, soit pour des raisons techniques, tel que CBWT-DT (CBC) et CBWFT-DT (SRC) à Winnipeg qui ont eu des problèmes avec la tour de transmission, ou CFTU-DT (Canal Savoir) à Montréal qui a dù effectuer des travaux majeurs à la tour. La Société Radio-Canada n'a pas converti les ré-émetteurs là ou elle n'a pas de studio (tels que CBC Québec, ou SRC Windsor) et avait obtenu un délai d'un an pour les convertir, pour finalement décider en avril 2012 de fermer définitivement tous les 620 émetteurs analogiques au pays pour le 31 juillet 2012. Bell Media a décidé de tout simplement fermer ses émetteurs analogiques CJAL-TV Edmonton et CIAN-TV Calgary (CTV Two Alberta), puisque sa licence de télévision éducative de l'Alberta lui permet de continuer ses opérations sur le câble.
La diffusion en mode numérique terrestre comprend de nombreux avantages, incluant les sous-canaux numériques ainsi qu'un signal ATSC-M/H pour appareils mobiles. Contrairement aux États-Unis, les diffuseurs canadiens n'offrent pas de sous-canal numérique ni de signal mobile. Les exceptions notables sont CJON-DT (NTV Saint-Jean de Terre-Neuve) qui distribue le signal radio de CHOZ-FM, et les stations du réseau Global qui distribuent le signal en définition standard de la station principale.

## Statut des stations par opérateur

### Société Radio-Canada
La Société Radio-Canada gère 27 stations dans une langue ou une autre (dont deux hors marchés obligatoires, Rimouski et Yellowknife) et possède un parc d'environ 650 émetteurs à travers le pays, de grande, moyenne et faible puissance, rejoignant toutes les villes où se trouvent 500 habitants et plus, déployés entre 1977 et 1984. Tenant compte des coûts importants pour convertir tous ces émetteurs, la Société a décidé de ne convertir que les 27 émetteurs principaux là où elle possède une station. Après avoir obtenu un délai jusqu'au 31 août 2012 afin de convertir ses 22 ré-émetteurs (10 en anglais, 12 en français) dans les marchés à conversion obligatoire, la Société a annoncé en avril 2012 qu'elle fermera la totalité des émetteurs analogiques en fonction. Les affiliés ne sont pas concernés.

### Bell Media
Bell Media a converti seulement les stations des réseaux CTV et CTV Two situées dans les marchés obligatoires. Les autres stations comme à Sydney ou Sudbury continuent de fonctionner en mode analogique. Les émetteurs analogiques CJAL-TV Edmonton et CIAN-TV Calgary (CTV Two Alberta) ont été fermés puisque leur licence de télévision éducative de l'Alberta lui permet de continuer ses opérations sur le câble et de profiter des avantages de la substitution simultanée sur le câble.

### Shaw Media
Shaw Media a converti au numérique (flash-cut) les émetteurs du réseau Global dans les marchés obligatoires de moindre importance au cours de juillet et août 2011, puis a cessé la diffusion analogique dans les grands marchés où elle opérait déjà un émetteur numérique de transition. Shaw Media planifie convertir tous les autres émetteurs d'ici 2016.

### Rogers Media
Rogers Media a converti ses 7 émetteurs du réseau Citytv au numérique ainsi que les 5 stations du réseau Omni Television.

### Quebecor Media
Le Groupe TVA a converti que les émetteurs du réseau TVA dans les marchés obligatoires (flash-cut) le 1er septembre 2011, laissant la station de Rimouski en mode analogique. Les 4 affiliés appartenant à Radio-Nord et Télé Inter-Rives ont aussi été convertis.
La station CKXT-DT de Toronto ayant été convertie en chaîne spécialisée d'information en continu, elle a cessé sa diffusion à Ottawa le 31 août, puis à Toronto, Hamilton et London le 31 octobre 2011, diffusant uniquement sur le câble.

### TVOntario
TVOntario a converti (flash-cut) 6 émetteurs obligatoires et 3 émetteurs hors marché mais situés entre UHF 52 et 69, les 16 et 18 août 2011. En avril 2012, TVOntario a annoncé la fermeture permanente de tous les émetteurs analogiques restants, dont 14 émetteurs de forte et moyenne puissance pour le 31 juillet 2012, la moitié des émetteurs de faible puissance au cours de 2012 et les autres d'ici octobre 2013.

### Télé-Québec
Télé-Québec a converti les 17 émetteurs à la date de transition et au début septembre 2011.

### Remstar
Remstar a converti au numérique (flash-cut) ses stations de Trois-Rivières, Sherbrooke et Québec en juillet et août, celle de Saguenay et fermé l'émetteur de Montréal le 31 août. Les 3 affiliés appartenant à Radio-Nord et Télé Inter-Rives ont aussi été convertis.

### Channel Zero
Channel Zero a fait l'acquisition de CHCH-DT Hamilton en août 2009 qui opérait déjà des émetteurs numériques. La station CJNT-DT de Montréal est passée au numérique le 27 août 2011 (flash-cut).

### Autres
- CHEK-DT Victoria (acheté en août 2009 par ses employés) a commencé à diffuser en numérique le 31 août 2011, mais a mis fin à son émetteur analogique le 26 octobre 2011 en raison de problèmes techniques.
- CHNU-DT Vancouver et CIIT-DT Winnipeg (Joytv) ont été convertis au numérique le 31 août 2011.
- Aboriginal Peoples Television Network (APTN), qui gère un réseau de ré-émetteurs, a mis fin à 39 de ses ré-émetteurs de faible puissance au Yukon et les Territoires du Nord-Ouest, soit la moitié de ses effectifs, même s'ils n'étaient pas obligés de le faire.